# Sekalak
Sekalak is een bestuurslaag in het regentschap Seluma van de provincie Bengkulu, Indonesië. Sekalak telt 366 inwoners (volkstelling 2010).